# Stockton (California)
Stockton, la sede del condado de San Joaquín, es actualmente la decimotercera ciudad más grande del estado de  California, Estados Unidos, en población, y en términos de área una de las más grandes del Valle Central. Stockton está localizado en el Norte de California, al sur de Sacramento y al norte de Modesto. 
Fue nombrada Stockton en honor de Robert F. Stockton, militar estadounidense que participó de manera destacada en la conquista de California por los Estados Unidos.

## Población
La población de Stockton, estimada al 1 de enero de 2009 según el Departamento de Finanzas de California, era de 290.409 habitantes.

## Economía
El municipio fue famoso por hacer la mayor suspensión de pagos municipal de Estados Unidos en 2012. Sin embargo, en 2019 se hizo un experimento para implantar una salario básico universal en la ciudad, que sufría una pobreza severa.

## Ubicación
Circundada por la Interestatal 5, la Ruta Estatal 99 y la Ruta Estatal 4, Stockton está conectada al oeste con la Bahía de San Francisco por un canal de 78 millas, y con Sacramento, uno de los dos puertos interiores del estado. Stockton linda con granjas del Valle Central de California.

## Ciudades hermanas
Stockton tiene siete ciudades hermanas en el mundo:
- - Shizuoka, Japón
- - Iloílo, Filipinas
- - Empalme, México
- - Foshan, China
- - Parma, Italia
- - Battambang, Camboya
- - Asaba, Nigeria